# Neocryptopteryx hypodyneri
Neocryptopteryx hypodyneri là một loài tò vò trong họ Ichneumonidae.